# Grand Prix Legends
Grand Prix Legends è un videogioco di guida per Microsoft Windows che riproduce la stagione 1967 di Formula Uno.
Il gioco, sviluppato sotto la guida di Dave Kaemmer e Randy Cassidy, fu pubblicato nel 1998 dai Papyrus, allora facenti parte del colosso Sierra Entertainment.
Ha fama di essere una simulazione fra le più accurate e difficili, con un multiplayer di ottimo livello, vera rivoluzione ai tempi della sua commercializzazione.

## Modalità di gioco
Le gare si disputano solo su piste asciutte, non esiste la possibilità di piste bagnate.
Sono presenti molti dei piloti e scuderie storici, che rimangono uguali per tutta la stagione. I modelli schierati dalle varie squadre non cambiano nel corso della stagione, e sono i modelli più rappresentativi che vennero introdotti nel corso dell'anno nella realtà.